# Феррари, Антонио Феличе
Антонио Феличе Феррари (итал. Antonio Felice Ferrari; 1667[…], Феррара — 14 февраля 1720, Феррара) — итальянский живописец, мастер «квадратур» — декоративных росписей в архитектуре.

## Биография
Антонио родился в Ферраре в первые месяцы 1667 года в семье живописца и сценографа Франческо. Он обучался в мастерской отца, специализируясь на перспективной живописи, или «квадратуре» — декоративных росписях стен и потолков, создающих иллюзию продолжения архитектуры в воображаемом пространстве. Вначале он работал в Ферраре, но затем в городах и на виллах Серениссимы (итал. La Serenissima — торжественное название Венецианской республики): в Венеции, Падуе и Удине. Его многочисленные произведения в своё время ценились высоко и отмечались современниками-биографами, однако в последующем их стало трудно различить среди работ сотрудничавших с ним художников.
После того, как он в 1714 году создал декоративные обрамления росписи плафона Николо Бамбини в Ка-Дольфин (не путать с Палаццо Дольфин-Манин на Гранд-канале) в Венеции и украшения дворцов Морозини, Градениго и Виллы Вальмарана-аи-Нани близ Виченцы (villa Valmarana ai Nani: «с гномами»), он вернулся в Феррару.
В последние годы жизни он не мог работать из-за ослабления зрения и дрожи рук. Среди его учеников был Джироламо Менгоцци-Колонна, другой известный квадратурист.

## Галерея

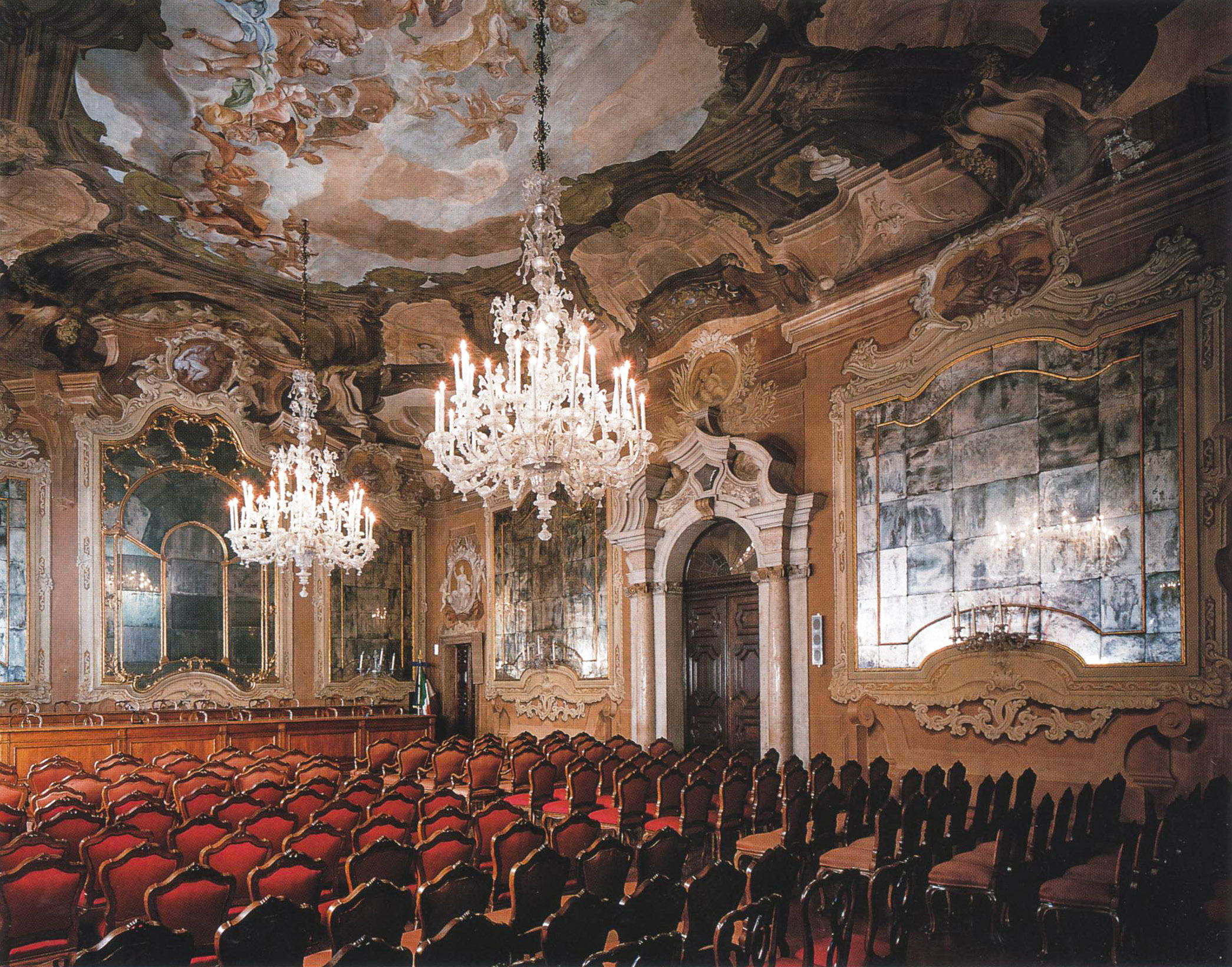
Ка-Дольфин, Венеция Главный зал. Росписи Н. Бамбини и А. Ф. Феррари. 1714
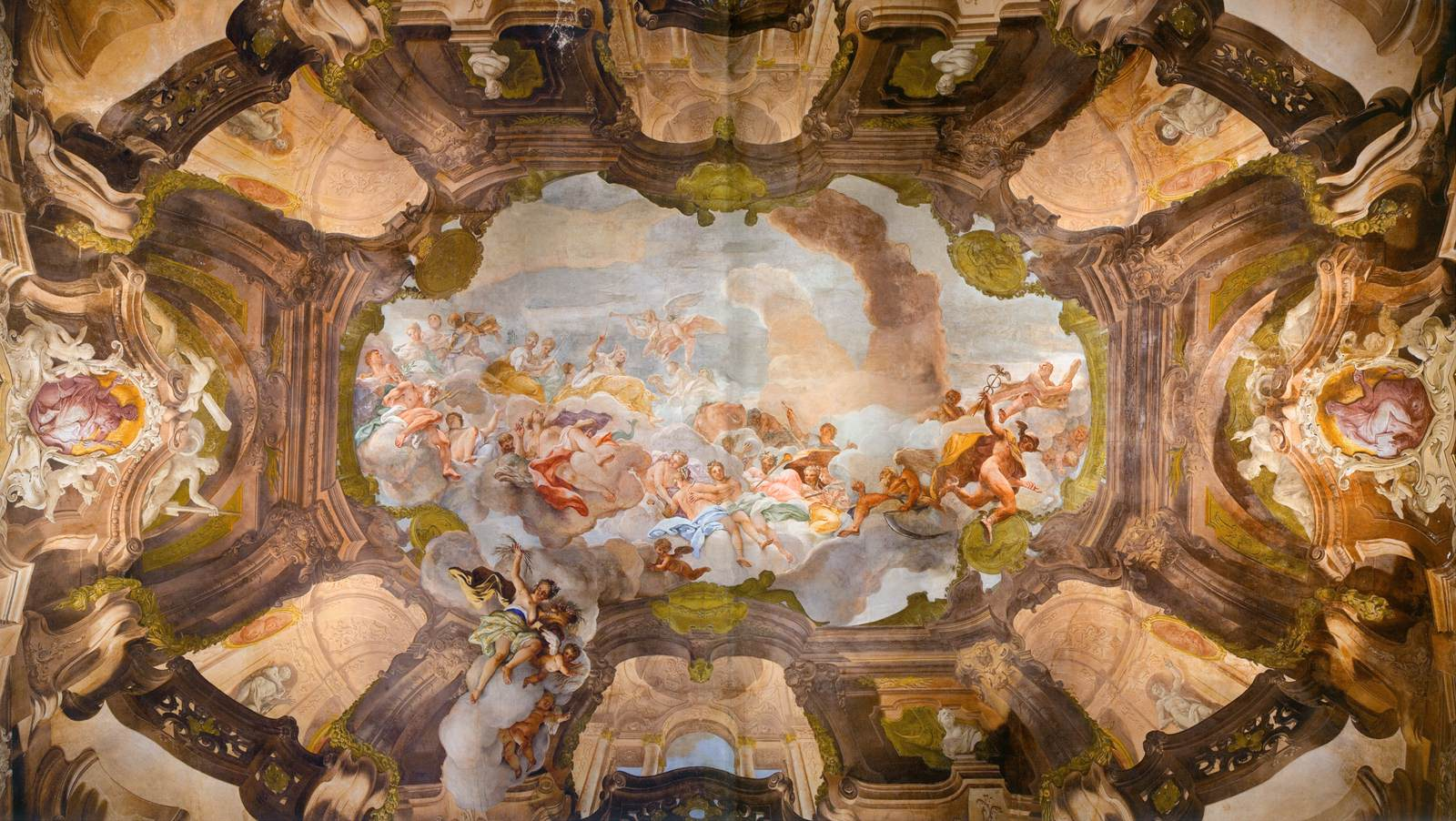
Н. Бамбини. Роспись плафона Главного зала. Квадратура А. Ф. Феррари. 1714
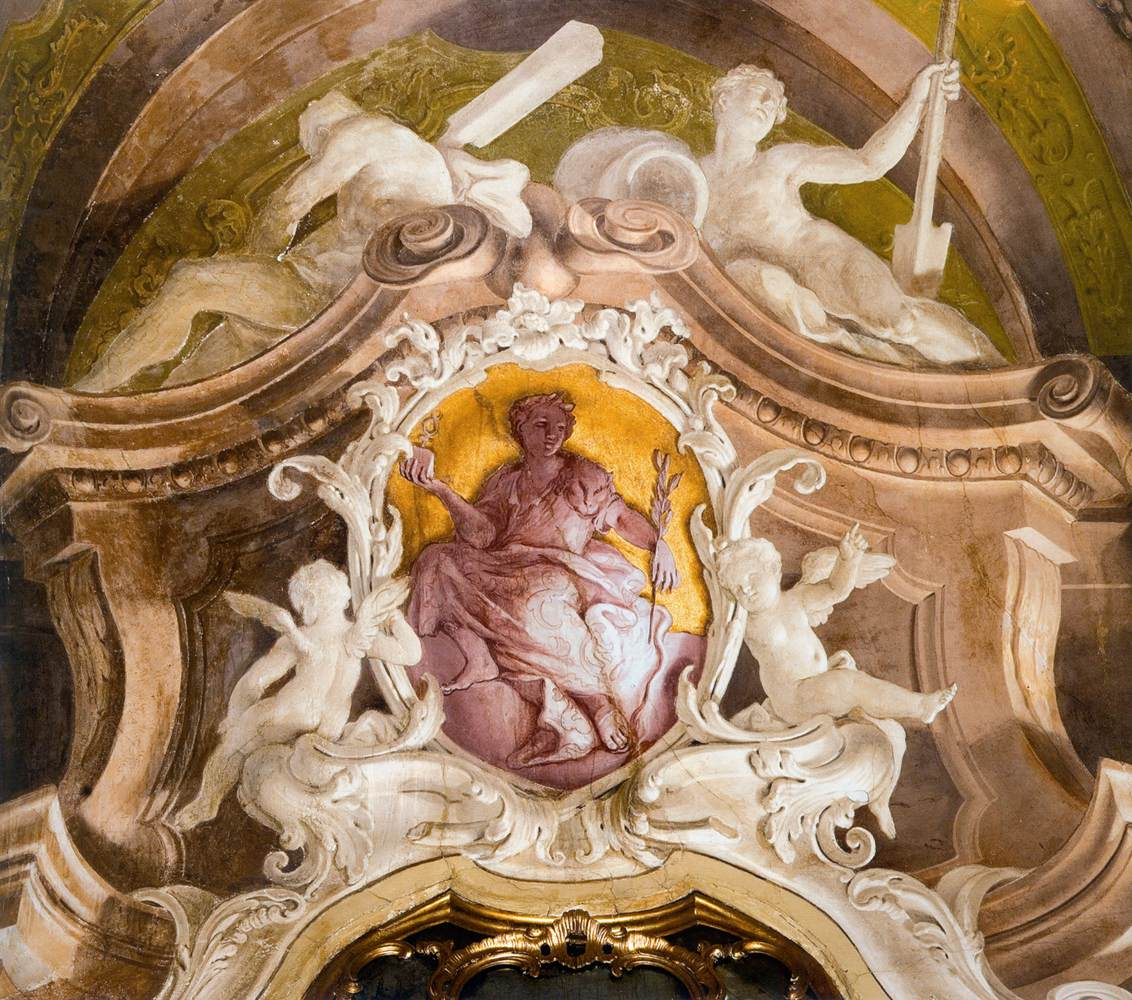
Деталь росписи